# الفيزيولوجيا الكهربية السريرية للقلب
يشار إلى الفيزيولوجيا الكهربية السريرية للقلب أيضًا باسم الفيزيولوجيا الكهربية القلبية أو خدمات عدم انتظام ضربات القلب أو الفيزيولوجيا الكهربية، وهي فرع من التخصصات الطبية لأمراض القلب تهتم بدراسة وعلاج اضطرابات نظم القلب. يُشار عادةً إلى أطباء القلب ذوي الخبرة في هذا المجال باسم اختصاصي الفيزياء الكهربية. يتدرب اختصاصي الفيزياء الكهربية على فهم آليات الأنشطة الكهربائية للقلب ووظيفتها وأدائها، ويعملون عن كثب مع اختصاصي أمراض القلب وجراحي القلب الآخرين للمساعدة في تدبير اضطرابات ضربات القلب (عدم انتظام ضربات القلب) وعلاجها، ويتدربون على إجراء العمليات الجراحية والإجراءات التداخلية التي تهدف إلى علاج عدم انتظام ضربات القلب.
يكون التدريب المطلوب ليصبح الطبيب متخصصًا في الفيزياء الكهربية طويلًا؛ إذ يتطلب بعد دراسة كلية الطب من سبع إلى ثماني سنوات (في الولايات المتحدة) منها ثلاث سنوات من الإقامة في الطب الباطني وثلاث سنوات من زمالة أمراض القلب السريرية وسنة إلى سنتين (في معظم الحالات) في دراسة الفيزيولوجيا الكهربية القلبية السريرية.
تشمل دراسة الفيزيولوجيا الكهربية عددًا من التسجيلات الغازية (داخل القلب) وغير الغازية لنظم القلب الكهربائي التلقائي بالإضافة إلى دراسة استجابات القلب للتحفيز الكهربائي المبرمج. تُجرَى هذه الدراسات لتقييم عدم انتظام ضربات القلب وتوضيح الأعراض وتقييم رسم القلب غير الطبيعي وتقدير خطر الإصابة بعدم انتظام ضربات القلب في المستقبل وتصميم العلاج المناسب.
بالإضافة إلى الاختبارات التشخيصية للخواص الكهربائية للقلب، يتدرب اختصاصيو الفيزياء الكهربية على الطرق العلاجية والجراحية لعلاج العديد من اضطرابات القلب. تشمل الطرائق العلاجية المستخدمة في هذا المجال العلاج بالعقاقير المضادة لاضطراب النظم وزرع الغرسات المنظمة لضربات القلب ومقومات نظم القلب المزيلة للرجفان القابلة للزرع.

## الاختبارات والإجراءات ومجالات الممارسة

### الاختبارات التشخيصية
- مراقبة تخطيط القلب المتنقل كمقاربة وتفسير تسجيلات مقياس هولتر.
- اختبار الطاولة الميالة.
- اختبار تبدل الموجة T.
- تفسير رسم القلب الكهربائي متوسط الإشارة الذي يُشار إليه أيضًا باسم قراءة الكمون المتأخر.
- تتضمن دراسة الفيزيولوجيا الكهربية إدخال أقطاب إما عبر المريء (داخل المريء) أو من خلال الأوعية الدموية مباشرة إلى غرف القلب لتسجيل وقياس الخواص الكهربائية للقلب. يمكن تنشيط القلب كهربائيًا بعد الدخول إلى حجرات القلب لحثه على إطلاق الضربات الشاذة لأغراض تشخيصية، وهذا ما يسمى بالتحفيز الكهربائي المبرمج.

### العلاج الدوائي
- يضع اختصاصيو الفيزيولوجيا الكهربائية الأدوية لعلاج اضطرابات نظم القلب ومراقبة تأثيرها، لكنهم لا يُطلَبون إلا لعلاج عدم الانتظام الشديد لضربات القلب أو الاضطرابات المهددة للحياة أو عند استخدام أدوية متعددة لعلاج عدم انتظام ضربات القلب.

### الجذ القثطاري
- الجذ القثطاري هو سبيل للتخلص من الآفات القلبية باستخدام طاقة الترددات الراديوية أو العلاج بالتبريد (التجميد المدمر) أو الموجات المكروية أو الموجات فوق الصوتية لعلاج عدم انتظام ضربات القلب أو السيطرة عليه (انظر الجذ بالترددات الراديوية). يُجرى الجذ عادةً خلال الإجراء الذي يُحرّض به عدم انتظام ضربات القلب.
- يعني الجذ غير المعقد التخلص من تسرع القلب بسبب إعادة الدخول بالعقدة الأذينية البطينية وعدم انتظام ضربات القلب الناجم عن مسار إضافي والرفرفة الأذينية الناجمة عن البرزخ الأجوفي ثلاثي الشرف. تُنفَّذ هذه الإجراءات عادةً باستخدام القثطرة داخل القلب (كما تُستَخدم أثناء دراسة الفيزيولوجيا الكهربية) والكشف الفلوري (كاميرا الأشعة السينية المباشرة) والتسجيلات الكهربائية من داخل القلب.
- يعني الجذ المعقد التخلص من اضطرابات النظم الأخرى كعدم انتظام ضربات القلب الأذينية متعدد البؤر والرجفان الأذيني وعدم انتظام ضربات القلب البطينية. يتطلب الإجراء بالإضافة إلى الأجهزة المستخدمة في الجذ غير المعقد أنظمة رسم خرائط كهروميكانيكية متطورة لتحديد مصدر النظم غير الطبيعي واستئصاله مباشرةً. بالإضافة إلى ذلك، تملك معظم أنظمة رسم الخرائط الكهرومائية الحالية القدرة على دمج الصور المقطعية أو الرنين المغناطيسي للقلب للسماح بتراكب النشاط الكهربائي على الهياكل التشريحية.